# Yomra (district)
Yomra is een Turks district in de provincie Trabzon en telt 29.083 inwoners (2007). Het district heeft een oppervlakte van 222,8 km². Hoofdplaats is Yomra.
De bevolkingsontwikkeling van het district is weergegeven in onderstaande tabel.
| 1997   | 2000   | 2007   |
| ------ | ------ | ------ |
| 31.484 | 39.736 | 29.083 |